# Ali Farzat
Ali Farzat (en árabe: علي فرزات‎; Hama, 22 de junio de 1951) es un reconocido caricaturista político sirio. Ha publicado más de 15,000 caricaturas entre periódicos sirios, árabes e internacionales. Él es la cabeza de la Asociación de Caricaturistas Árabes. En 2011 recibió el premio Sakharov por la paz. Farzat fue nombrado una de las 100 personas más influyentes en el mundo por la revista Time en 2012.

## Vida y Carrera
Farzat nació y fue criado en la ciudad de Hama, en Siria central el 22 de junio de 1951.  Sus primeros dibujos profesionales aparecieron cuando tenía 12 años en las páginas principales del periódico al-Ayyam un poco antes de que fuera prohibido por el partido gobernante Partido Baaz Árabe Socialista. En 1969, empezó a dibujar caricaturas para el diario estatal al-Thawra. Se inscribió en la Facultad de Bellas Artes en la Universidad de Damasco en 1970 y salió antes de graduarse en 1973. A mediados de los 70 se trasladó a otro diario controlado por el gobierno, Tishreen, donde sus caricaturas aparecían todos los días. Su reconocimiento internacional siguió en 1980 cuando ganó el primer premio en el Intergraphic International Festival en Berlín, Alemania, y sus dibujos comenzaron a aparecer en el periódico francés Le Monde. Su exhibición en 1989 en el Instituto del Mundo Árabe en París, Francia, tuvo como consecuencia una amenaza de muerte de Sadam Huseín, y prohibición por parte de Irak, Jordania y Libia. El dibujo que trajo más controversia se llamaba "El General y las decoraciones" que mostraba a un general dando condecoraciones militares en lugar de comida a un hambriento ciudadano árabe.
El primer encuentro de Farzat con el presidente sirio Bashar al-Ásad fue anterior a su presidencia en 1996. De acuerdo a Farzat, "De hecho él [Bashar] se rio de algunas caricaturas especialmente las que se enfocaban en el personal de seguridad - tenía varias de ellas con él cuando volteo dijo: "Oye, se está burlando de ti. ¿Qué opinas?" Después de eso, los dos entablaron una amistad.  En diciembre del 2000 Farzat comenzó a publicar  al-Domari ("El Farolero"), que fue el primer partido independiente de siria desde que el partido Baaz llegó al poder en 1963. El periódico estaba basado en una sátira política y estilizado de un modo similar a la revista francesa Le Canard enchaîné. El primer número de la revista salió en febrero de 2001 y todas las 50,000 copias fueron vendidas en menos de cuatro horas. En 2002 ganó el prestigiado premio holandés el Premio Príncipe Claus por un "éxito en cultura y desarrollo". Para 2003, sin embargo, la constante censura y pocos fondos, forzaron a Farzat a cerrar al-Domari. Ha sido llamado como "una de las figuras culturales más importante en el mundo árabe". En diciembre de 2012, Farzat fue premiado con el premio Gebran Tueni en Líbano.

### Guerra Civil Siria
Durante la continua Guerra Civil Siria, Farzat ha sido más directo en sus caricaturas anti-régimen especialmente enfocándose en funcionarios del gobierno, particularmente Al-Assad. Siguiendo el otoño de Trípoli a finales de agosto con rebeldes en contra del gobierno que buscaban derrocar al líder sirio Muamar el Gadafi, Farzat publicó una caricatura representando a un sudoroso Bashar al-Ásad aferrándose a un portafolio que corría para alcanzar un viaje con Gadafi quien estaba manejando de manera ansiosa un auto para escapar. Otras caricaturas que Farzat publicó previamente incluyen una en donde se ve a al-Assad está encubriendo la sombra de un gran oficial de la seguridad siria mientras que el verdadero oficial permanecía intacto con la leyenda que decía " Levantando la ley de emergencia" y otro dibujo mostrando a al-Ásad vestido en un uniforme militar flexionando su brazo en frente de un espejo. El reflejo del espejo muestra a Ásad siendo un personaje musculoso, dominante, contrastando con su verdadera y delgada estatura.
En agosto de 2011, Farzat según reportes fue sacado de su vehículo en la Plaza de los Omeyas en el centro de Damasco por hombres armados enmascarados que se cree que son parte de las fuerzas de seguridad y militares pro-régimen. Los hombres lo atacaron especialmente en las manos, para después dejarlo tirado en el lado de la carretera del aeropuerto donde pasajeros lo encontraron y lo llevaron al hospital. De acuerdo con uno de sus parientes, las fuerzas de seguridad claramente se enfocaron en sus manos ya que las dos fueron rotas y luego le dijeron a Farzat que esto había sido "Solo una advertencia". Su hermano As'aad, sin embargo, afirma que Farzat fue secuestrado de su casa cerca de las cinco de la mañana por cinco hombres armados y posteriormente llevado a la ruta del aeropuerto después de ser golpeado "salvajemente." los hombres armados luego le dijeron que no se debe satirizar a los líderes sirios. los Comités de Coordinación Local de Siria (LCC), un grupo activista representando la rebelión en Siria declararon que su portafolio y sus dibujos dentro de él fueron confiscados por los agresores.
En respuesta a las noticias de Farzat, los miembros de la oposición siria han expresado indignación y varios activistas en línea cambiaron su perfil de Facebook con la de Farzat hospitalizado en solidaridad con el caricaturista. El incidente provocó un flujo de solidaridad por caricaturistas en el Mundo árabe e internacionales. El egipcio
Al Sharouk's Waleed Taher dibujó un mapa del mundo árabe con una cara apareciendo de Siria gritando "¡Ellos golpearon al mundo de Ali Farzat!" el egipcio Al Masry Al Youm publicó una caricatura representando al hombre con dos manos amputadas sorprendido por como la otra persona había adivinado que era un caricaturista.En el periódico libanés Al Akhbar Nidal al-Khairy publicó una caricatura simbolizando a la mano rota de Farzat siendo apuñalada por tres hombres de seguridad más pequeños en tamaño que la mano con la leyenda " Las manos de las personas están por encima de sus manos" El conocido Carlos Latuff de Brasil dibujó un rifle con una pluma como si fuera el cañón persiguiendo a un desesperado Al-Ásad.
Estados Unidos condenó el ataque llamándolo "dirigido y brutal"  De acuerdo con el analista de asuntos árabes de la BBC, la golpiza de Farzat es una señal de que la "tolerancia para la disidencia" de las autoridades sirias "está llegando a cero." Un mes antes, Ibrahim al-Qashoush, el compositor de una famosa canción anti-régimen fue encontrado muerto con sus cuerdas vocales removidas.
Siguiendo el ataque, Farzat declaró que no se vería con al-Ásad nunca más, porque no estaba seguro si al-Ásad era el que había ordenado el ataque en su contra. Farzat dijo que continuaría a criticar al presidente sirio, enunciando "Yo nací para convertirme en un caricaturista, para oponerme, para tener diferencias con los regímenes que hacen estas cosas malas. Esto es lo que hago."

## Estilo
Los dibujos de Farzat critican a la burocracia, corrupción e hipocresía dentro de un gobierno y la adinerada élite. Sus dibujos, típicamente sin leyendas, son renombrados por sus críticas mordaces y por representar a tipos en lugar de individuales. A través de sus caricaturas cortantes, se ganó el respeto de muchos árabes al dibujar la ira de sus gobiernos. Sin embargo, desde que empezó el levantamiento en siria, Farzat ha sido más directos en sus caricaturas, describiendo figuras actuales incluyendo al presidente de Siria, Bashar al-Ásad.

## Colecciones
- A Pen of Damascus Steel (2005)